# Kreis Kiskunfélegyháza
Kiskunfélegyháza (ungarisch Kiskunfélegyházi járás) entstand Anfang 2013 aus 6 Gemeinden des aufgelösten, gleichnamigen Kleingebiets (ungarisch Kiskunfélegyházi kistérség). 3 Gemeinden aus diesem Kleingebiet gingen an die Kreise Kecskemét und Tiszakécske. Der Kreis liegt im Osten des Komitats Bács-Kiskun und grenzt an das Komitat Csongrád-Csanád. 80,5 Prozent der Bevölkerung wohnen im Kreissitz Kiskunfélegyháza.

## Gemeindeübersicht
| Gemeinde               | Status       | Herkunft Kleingebiet | Einwohnerzahl | Einwohnerzahl | Einwohnerzahl | Fläche     | Bevölkerungs- dichte (Ew./km²) |
| Gemeinde               | Status       | Herkunft Kleingebiet | 01.10.2011    | 01.01.2013    | 01.01.2016    | 01.01.2016 | Bevölkerungs- dichte (Ew./km²) |
| ---------------------- | ------------ | -------------------- | ------------- | ------------- | ------------- | ---------- | ------------------------------ |
| Bugac                  | Großgemeinde | Kiskunfélegyháza     | 2.708         | 2.759         | 2.684         | 131,11     | 20,5                           |
| Bugacpusztaháza        | Gemeinde     | Kiskunfélegyháza     | 260           | 269           | 253           | 43,00      | 5,9                            |
| Gátér                  | Gemeinde     | Kiskunfélegyháza     | 968           | 952           | 901           | 30,89      | 29,2                           |
| Kiskunfélegyháza       | Stadt        | Kiskunfélegyháza     | 30.172        | 29.567        | 29.138        | 256,30     | 113,7                          |
| Pálmonostora           | Gemeinde     | Kiskunfélegyháza     | 1.849         | 1.863         | 1.781         | 53,28      | 33,4                           |
| Petőfiszállás          | Gemeinde     | Kiskunfélegyháza     | 1.498         | 1.446         | 1.427         | 67,79      | 21,1                           |
| Kreis Kiskunfélegyháza |              |                      | 37.455        | 36.856        | 36.184        | 582,37     | 62,1                           |